# Maladie de Erdheim-Chester
 Mise en garde médicale
La maladie (ou syndrome) de Erdheim-Chester est une histiocytose non-langerhansienne rare touchant les individus d'âge moyen, décrite pour la première fois par Jakob Erdheim et  William Chester en 1930.

Elle est caractérisée par la prolifération anormale d'un type spécifique de leucocyte, l'histiocyte (macrophage du tissu conjonctif), ce qui a pour conséquence l'infiltration des tissus conjonctifs, en particulier la moelle osseuse des os longs par des macrophages chargés en lipides, des cellules géantes multinucléées et des complexes inflammatoires lymphohystiocytaires. La maladie évolue vers la sclérose (induration) généralisée des sites atteints. Les os longs étant l'un des organes le plus fréquemment atteints, la maladie a également été dénommée histiocytose polyostotique sclérosante.

## Épidémiologie
Près de 500 cas ont été publiés dans le monde, avec une augmentation de l'incidence.

## Présentation clinique
La maladie affecte principalement les adultes, l'âge moyen des patients étant de 53 ans.
L'atteinte des os longs, bilatérale et symétrique, est quasi-universelle chez les patients. Les atteintes extra-osseuses se rencontrent chez plus de 50 % d'entre eux, et peuvent inclure les reins, la peau, les poumons et le cerveau. Le tissu rétro-orbitaire, l'hypophyse et le cœur sont des sites moins fréquents.
La douleur osseuse est le symptôme le plus fréquent de cette maladie, et affecte principalement les membres inférieurs (genoux et chevilles). La douleur est souvent décrite comme juxta-articulaire, modérée mais constante. L'exophtalmie apparaît chez certains patients et est habituellement bilatérale, symétrique et indolore. Dans la plupart des cas, elle apparaît plusieurs années avant que le diagnostic final ne soit posé.
Une étude de 59 cas, publiée en 1996, rapporte les symptômes suivants (par ordre de fréquence d'apparition) :
- douleur osseuse ;
- fibrose rétropéritonéale ;
- diabète insipide (à la suite de l'atteinte rénale) ;
- exophtalmie ;
- xanthomes ;
- signes neurologiques (ataxie, syndrome pyramidal[5]) ;
- dyspnée, causée par un épaississement de la plèvre et des septa interlobulaires ou par une insuffisance cardiaque.
- insuffisance rénale
- panhypopituitarisme
- insuffisance hépatocellulaire

Une atteinte cardiaque est présente dans un peu moins de la moitié des cas, avec une atteinte du péricarde ou une infiltration du muscle cardiaque.
L'atteinte neurologique et cardiologique en fait le pronostic.

## Diagnostic
Le diagnostic est souvent malaisé au vu de la rareté de la maladie et du diagnostic différentiel à établir avec une histiocytose langerhansienne.
L'examen complémentaire permettant d'obtenir le diagnostic avec la plus grande probabilité semble être l'analyse histologique d'une biopsie osseuse ; une image radiologique d'ostéosclérose est également un signe important. La biopsie du tissu rétro-orbitaire en cas d'exophtalmie peut également apporter des indications, mais ne donne pas un diagnostic définitif.
L'imagerie par résonance magnétique du système nerveux central en pondération T2 peut montrer des changements symétriques de signaux cérébelleux et pontiques. Les anomalies de l'hypothalamus et/ou de l'hypophyse sont les plus fréquentes. Le diagnostic différentiel avec la sclérose en plaques et des maladies métaboliques doit cependant être fait.
L'IRM osseuse montre une ostéosclérose bilatérale et symétrique des os long dans presque la totalité des cas, avec une hyperfixation à la scintigraphie.

## Histologie
La maladie de Chester-Erdheim se distingue de l'histiocytose langerhansienne sur plusieurs points : 
- elle n'est pas mise en évidence, contrairement à l'histiocytose langerhansienne, par un marquage à la protéine S-100 ou au CD 1a[13]
- une analyse du cytoplasme en microscopie électronique ne révèle pas de granules de Birbeck[13]
- les échantillons tissulaires montrent des infiltrations xanthomateuses ou xanthogranulomateuses par des histiocytes spumeux (gorgés en graisses), dans un environnement habituellement fibrosé.

## Traitement
Au vu de la rareté de la pathologie, aucune étude prospective sur le traitement n'a pu être faite. La thérapie empirique comporte des corticoïdes à haute dose, des bisphosphonates, du cyclophosphamide et de l'étoposide. Le traitement par Interféron-α semble également donner de bons résultats,, constituant le traitement de première intention. Son efficacité semble cependant plus mitigée dans les formes d'atteinte multiviscérale.
Le gène BRAF est muté dans la moitié des cas et les formes comportant cette mutation sont sensibles au vemurafenib.
Le debulking chirurgical (résection partielle de la tumeur), la chimiothérapie (alcaloïdes de la vinca et anthracyclines) et la radiothérapie ont été eux aussi utilisés.
L'anakinra a également été essayé avec succès.

## Divers
Cette maladie apparaît dans l'épisode Douze ans après, 17e épisode de la 2e saison de la série Dr House.